# باريس تورز 2021
باريس تورز 2021 (بالفرنسية: Paris-Tours 2021)‏ هو سباق دراجات هوائية، وهو الموسم رقم 115 من باريس تورز، وأقيم في 10 أكتوبر 2021، وامتدّ لمسافة 212.3 كيلومتر، وهو أحد سباقات سلسلة سباقات الاتحاد الدولي للدراجات للمحترفين 2021.
فاز بالمركز الأول ارنو ديمار، وبالمركز الثاني Franck Bonnamour ‏، وبالمركز الثالث جاسبر ستوفين.

## الفرق
| فرق عالمية (10)- Team DSM - AG2R Citroën Team - Trek-Segafredo - Groupama-FDJ - Lotto Soudal - Cofidis - Jumbo-Visma - Bora-Hansgrohe - Israel Start-Up Nation - Intermarché-Wanty-Gobert Matériaux فرق برو (10)- Alpecin-Fenix - TotalEnergies - 2021 بي آند بي هوتيلز ‏ - Arkéa-Samsic - أونو اكس برو سايكلنج تيم 2021 ‏ - ديلكو 2021 ‏ - بنجوال دبليو بي 2021 ‏ - سبورت فلاندرين بالويس 2021 ‏ - أوسكالتيل أوسكادي 2021 ‏ - كيرن فارما 2021 ‏ فرق قارية (2)- إس تي ميشيل-أوبير 93 2021 ‏ - Van Rysel–Roubaix ‏ |  |
| |  |

## التصنيف العام النهائي
| التصنيف العام         | التصنيف العام     | التصنيف العام | التصنيف العام                      | التصنيف العام |
| العداء                | العداء            | البلد         | الفريق                             | الوقت         |
| --------------------- | ----------------- | ------------- | ---------------------------------- | ------------- |
| 1                     | ارنو ديمار        | فرنسا         | Groupama-FDJ                       | 4 س 33 د 07 ث |
| 2                     | Franck Bonnamour ‏ | فرنسا         | B&B Hotels p/b KTM                 | + 0 ث         |
| 3                     | جاسبر ستوفين      | بلجيكا        | تريك سيغافريدو                     | + 0 ث         |
| 4                     | Stan Dewulf ‏      | بلجيكا        | AG2R Citroën Team                  | + 3 ث         |
| 5                     | داني فان بوبيل    | هولندا        | Intermarché-Wanty-Gobert Matériaux | + 40 ث        |
| 6                     | بريان كوكار       | فرنسا         | B&B Hotels p/b KTM                 | + 40 ث        |
| 7                     | آرنه ماريت ‏       | بلجيكا        | Sport Vlaanderen-Baloise           | + 40 ث        |
| 8                     | أندريا باسكولون   | إيطاليا       | Intermarché-Wanty-Gobert Matériaux | + 40 ث        |
| 9                     | Julien Trarieux ‏  | فرنسا         | Delko                              | + 40 ث        |
| 10                    | أموري كابيو       | بلجيكا        | اركيا سامسيك                       | + 40 ث        |
| مصدر: ProCyclingStats |                   |               |                                    |               |

## وصلات خارجية
- الموقع الرسمي
- لمحة عن سباق باريس تورز 2021 على موقع  ProCyclingStats   (برو  سايكلنج  ستاتس) - إحصاءات  محترفي  الدراجات.
- باريس تورز 2021 على موقع إحصائيات الدراجات الإحترافية (الإنجليزية)